# The World of Peter Rabbit and Friends
The World of Peter Rabbit and Friends er en tegnefilmserie af BBC, der blev sendt fra i 1992 og med nye afsnit i 1993 og 1995. I Danmark blev den vist på DR1, mens juleafsnittet om skrædderen i Gloucester er blevet vist på TV 2 i julen (senest i 2003). Serien omhandler Beatrix Potter (spillet af Niamh Cusack) og hendes univers af figurer, heriblandt Peter Kanin. 

## Episoder
1. Historien om Peter Kanin og Benjamin Langøre (org. titel: The Tale of Peter Rabbit and Benjamin Bunny)
2. Historien om Tom Kispus og Emma Gås (org. titel: The Tale of Tom Kitten and Jemima Puddle-Duck)
3. Historien om Artig Per (org. titel: The Tale of Pigling Bland)
4. Historien om Samuel Knurhår (org. titel: The Tale of Samuel Whiskers, or the Roly-Poly Pudding)
5. Historien om Skrædderen i Gloucester (org. titel: The Tailor of Gloucester)
6. Historien om Fru Stikke Prikke og Joakim Fisker (org. titel: The Tale of Mrs. Tiggy-Winkle and Mr. Jeremy Fisher)
7. Historien om Flopsy kaninerne og Fru Pyllermus (org. titel: The Tale of the Flopsy Bunnies and Mrs. Tittlemouse)
8. Historien om Hr. Grævling (org. titel: The Tale of Mr. Tod)
9. Historien om de to slemme mus og Johnny By-mus (org. titel: The Tale of Two Bad Mice and Johnny Town-Mouse)